# Inoue Kaoru
Det här är en artikel om en person med japanskt personnamn; Inoue är familjenamnet.
Inoue Kaoru, född 16 januari 1836, 1 september 1915, var en japansk greve och statsman.
Inoue var till 1880-talets början känd under namnet Inoue Bunda och var son till en samurai från Choshu-klanen. 1861 företog han trots då ännu rådande strängt emigrationsförbud en studieresa till England i sällskap med sin vän Ito Hirobumi och återvände liksom denne1864 i syfte att förmå sin länsherre att ej upptaga strid mot de europeiska fartyg, som i enlighet med regeringens tillstånd krävde fri passage genom Shimonoseki-sundet. Som befälhavare för Choshu-armén besegrade Inoue 1865 shogunens trupper.
Han blev en tid efter Meijirestaurationen
i Japan vice finansminister och inlade som sådan stora förtjänster om upprättandet av en riksskattkammarens reservfond (1872), vilken sedermera blev till stor nytta för statskreditens höjande. Inoue innehade sedan flera ministerposter och utmärkte sig särskilt som utrikesminister 1880-87 genom sina energiska, men tills vidare fruktlösa bemödanden att med de europeiska makterna få till stånd en revision av äldre traktater därhän, att hela Japan skulle öppnas för utländsk handel och samtidigt fördragsmakternas konsularjurisdiktion i landet avskaffas. Han var jordbruks- och handelsminister 1888-90 i
Kuroda Kiyotakas kabinett och därefter inrikesminister (1892-94) i Itos andra ministär.
Under kriget med Kina 1894-95 fungerade Inoue som japanskt sändebud i Korea, vars faktiske regent han var till augusti 1895. Under sin tid som regent var han inblandad i mordet den koreanska drottningen Min Myongsong.
Inoue han satt som finansminister  i Itos kortvariga tredje ministär (januari-juni 1898). Sedan drog han sig tillbaka från det officiella statslivet, men fortfor till sin död att utöva ett starkt inflytande, särskilt i finansfrågor, samt räknades till de erfarnaste de "äldre statsmännen" (Genrō). Inoue erhöll grevevärdighet 1885.